# Kfz-Kennzeichen (Sierra Leone)

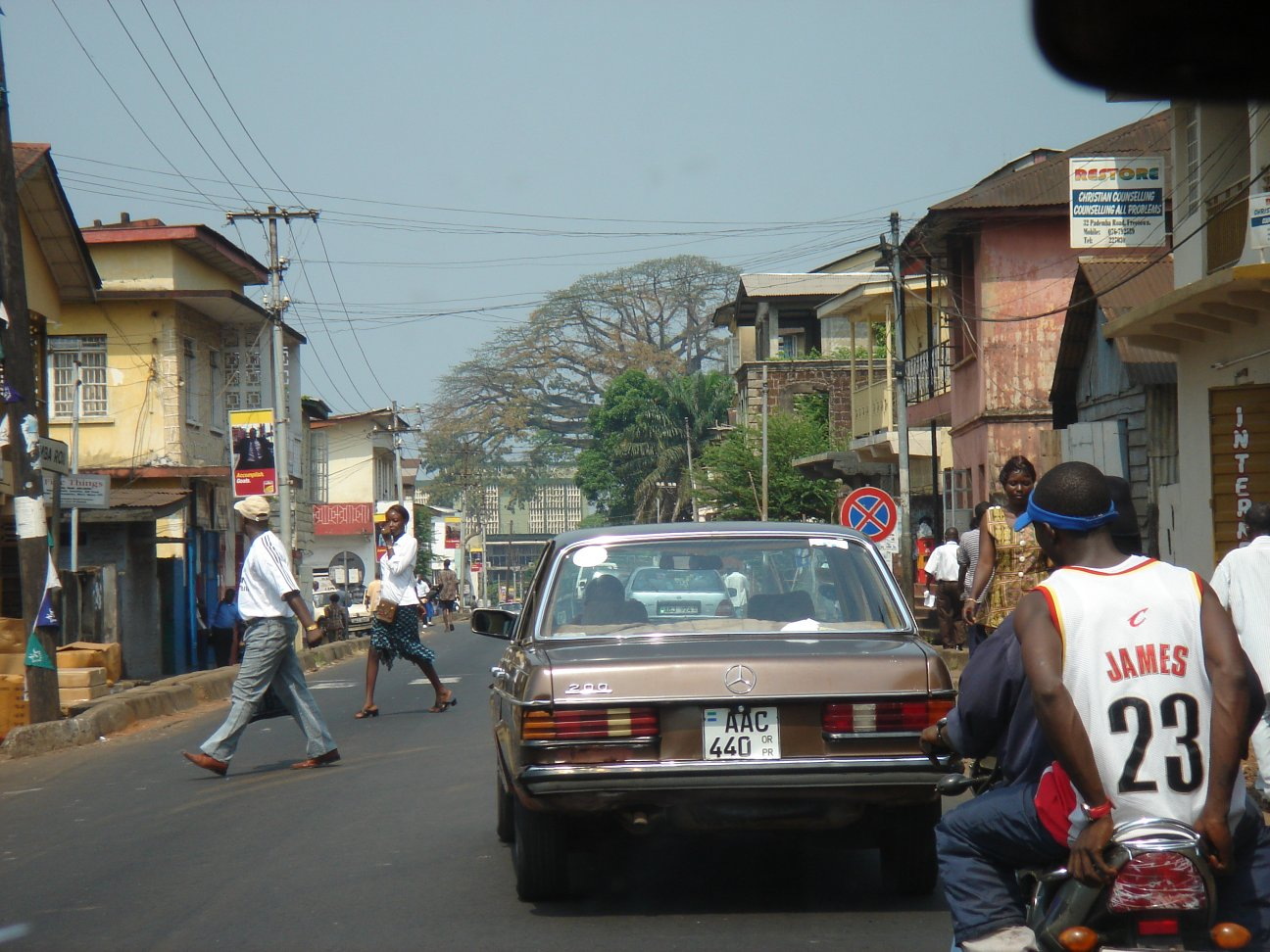
Fahrzeug mit sierra-leonischem Kennzeichen

Kfz-Kennzeichen in Sierra Leone werden von der Sierra Leone Road Safety Authority (SLRSA) auf Grundlage des Road Traffic Act, Abschnitt 2, Absatz 4 aus dem Jahr 2007 vergeben. Seit 2020 werden veränderte Kennzeichen mit Sicherheitsmerkmalen (Wappen, SLRSA-Logo und QR-Code) herausgegeben.

## Standard-Kennzeichen
Die Kennzeichen sind in der Standardausführung für private Pkw landesweit einheitlich in weißer Farbe mit schwarzer Schrift und schwarzem Rahmen gehalten. Sie sind an Pkw vorne und hinten in gleicher Größe anzubringen, an Motorrädern und Anhängern nur hinten. Die Standardkennzeichen für Lkw sind landesweit einheitlich in weißer Farbe mit roter Schrift und rotem Rahmen gehalten.
Alle weißen Standardkennzeichen mit schwarzer beziehungsweise roter Schrift und schwarzer beziehungsweise roter Umrandung beginnen mit der Nationalflagge von Sierra Leone – die neuesten Modelle stets mit der Abkürzung SL (Sierra Leone) unter der Flagge –, gefolgt von drei Buchstaben und drei Ziffern. Die Registrierungsstelle von Fahrzeugen ist durch Angabe eines zweistelligen Buchstabencodes, über der Angabe PR (Privatfahrzeuge) oder COM (kommerzielle Fahrzeuge), am Ende des Kennzeichens eindeutig erkenntlich.

## Diplomatenkennzeichen
Fahrzeuge diplomatischer Vertretungen erhalten hellblaue Nummernschilder mit weißer Schrift. Diese zeigen von links nach rechts die Nationalflagge von Sierra Leone, gefolgt von zwei Ziffern und drei Buchstaben.

## Wunschkennzeichen
Die SLRSA gibt personifizierte Wunschkennzeichen gegen Gebühr heraus. Diese bestehen aus fortlaufenden dreistelligen Zahlen ab 001 und bis zu drei Buchstaben, 6 Buchstaben und 3 Zahlen oder einer Zahl und einem ausgesuchten Namen.